# Spongosorites calcicola
Spongosorites calcicola är en svampdjursart som beskrevs av Picton och Goodwin 2007. Spongosorites calcicola ingår i släktet Spongosorites och familjen Halichondriidae. Inga underarter finns listade i Catalogue of Life.